# Camille Gaspar
Camille Gaspar (Boussu, 2 maart 1876 – Bosvoorde (Brussel), 3 februari 1970) was een Belgische kunsthistoricus en conservator van de afdeling handschriften van de Koninklijke Bibliotheek van België.

## Biografie
Camille Gaspar volgde de humaniora in Aarlen en Brussel en studeerde daarna letteren en wijsbegeerte (klassieke filologie) aan de Université libre de Bruxelles, waar hij in 1900 doctoreerde. Hij trad in 1903 in dienst van de Koninklijke Bibliotheek van België, waar hij tot zijn pensionering in 1941 zou blijven. Hij begon als stagiair, en in 1905 werd hij onbezoldigd bediende bij de afdeling Handschriften. In 1918 werd hij benoemd tot adjunctconservator van de afdeling Handschriften, waarvan hij in 1920 conservator werd.
In de beginjaren van zijn carrière werd hij lid van de Association des Conservateurs d'archives et bibliothèques de Belgique en hij werd in die vereniging regelmatig gekozen tot voorzitter van de sectie bibliothecarissen. Ook de Société des bibliophiles et iconophiles de Belgique en het œuvre nationale pour la reproduction des manuscrits à miniatures konden steeds rekenen op zijn enthousiaste medewerking. In 1946 richtte hij samen met Frédéric Lyna en François Masai het tijdschrift Scriptorium op.
Hij was lid van de Koninklijke Academie van België, sectie Schone Kunsten vanaf 1947 en secretaris van de commissie voor de Biographie Nationale van 1948 tot 1958.

## Werken
Camille Gaspar publiceerde 110 werken, zijn artikelen verschenen in 322 publicaties.
Enkele van zijn bijzonderste werken of belangrijke werken waaraan hij meewerkte zijn:
- Les principaux manuscrits à peintures de la Bibliothèque royale de Belgique, 19 edities tussen 1937 en 1984
- Filips de Goede en zijn librije. (1942-1944, 22 edities)
- Le bréviaire du Musée Mayer van den Bergh à Anvers: étude du texte et des miniatures (1932, 7 edities)
- Le calendrier des Heures de Hennessy. (1933, 15 edities)
- Le manuscrit à miniatures. Exposition ... Bruxelles. (1937)